# جونينيو بوتيلهو
جونينيو بوتيلهو (بالبرتغالية: Juninho Botelho‏) هو لاعب كرة قدم برازيلي في مركز الوسط، ولد في 19 يناير 1987 في بورتو أليغري في البرازيل. لعب مع غريميو بورتو أليغرينزي ونادي بوا إيسبورت ونادي جوفنتودي ونادي ساراييفو.

## وصلات خارجية
- جونينيو بوتيلهو على موقع قاعدة بيانات كرة القدم.إي يو (الإنجليزية)
- جونينيو بوتيلهو على موقع Soccerway.com (الإنجليزية)